# Bea Heim
Pour les articles homonymes, voir Heim.
Bea Heim-Niederer, connue sous le nom de Bea Heim, née le 7 avril 1946 à Aarau (originaire d'Olten, de Walzenhausen et de Neuendorf), est une personnalité politique suisse, membre du Parti socialiste. Elle est députée du canton de Soleure au Conseil national de 2003 à 2019.

## Biographie
Bea Heim naît Bea Niederer le 7 avril 1946 à Aarau, dans le canton d'Argovie. Elle est originaire de deux communes soleuroises, Olten et Neuendorf, et d'une commune du canton d'Appenzell Rhodes-Extérieures, Walzenhausen.
Enseignante de rythmique, elle fait des études de médecine, qu'elle abandonne un an et demi avant leur terme en raison de la naissance de son premier enfant, d'économie et de droit à l'Université de Bâle.
Elle est mariée à Peter Heim, ancien enseignant et archiviste d'Olten, et mère de trois enfants, une fille et deux garçons. Ils habitent à Starrkirch-Wil (SO).

## Parcours politique
Elle est membre du Grand Conseil du canton de Soleure de 1989 à janvier 2004. Elle le préside en 1999.
Elle est élue au Conseil national lors des élections fédérales de 2003, en deuxième position de la liste de son parti avec 21 254 voix, derrière le sortant Boris Banga (de) (25 238 voix). Elle est réélue à trois reprises, en 2007 où elle termine en première position de la liste de son parti avec 22 197 voix (près de 3 000 voix devant son colistier Boris Banga, qui n'est pas réélu), 2011 et 2015, les deux fois avec le meilleur score de son parti, devant son colistier Philipp Hadorn,. Elle siège à la Commission de gestion (CdG) jusqu'en octobre 2004, à la Commission des institutions politiques (CIP) d'octobre 2004 à décembre 2015, à la Commission des finances (CdF) de mars 2009 à décembre 2011 et à la Commission de la sécurité sociale et de la santé publique (CSSS) de décembre 2011 à la fin de son dernier mandat au Conseil national en décembre 2019.
Le 8 juin 2006, elle subit un arrêt cardiaque lors d'un débat marathon au Conseil national sur la caisse de pension de la Confédération Publica,.
Députée la plus âgée de la 50e législature de l'Assemblée fédérale, elle annonce en janvier 2018 qu'elle ne se représente pas pour un cinquième mandat aux élections fédérales de 2019.